# Futonágy

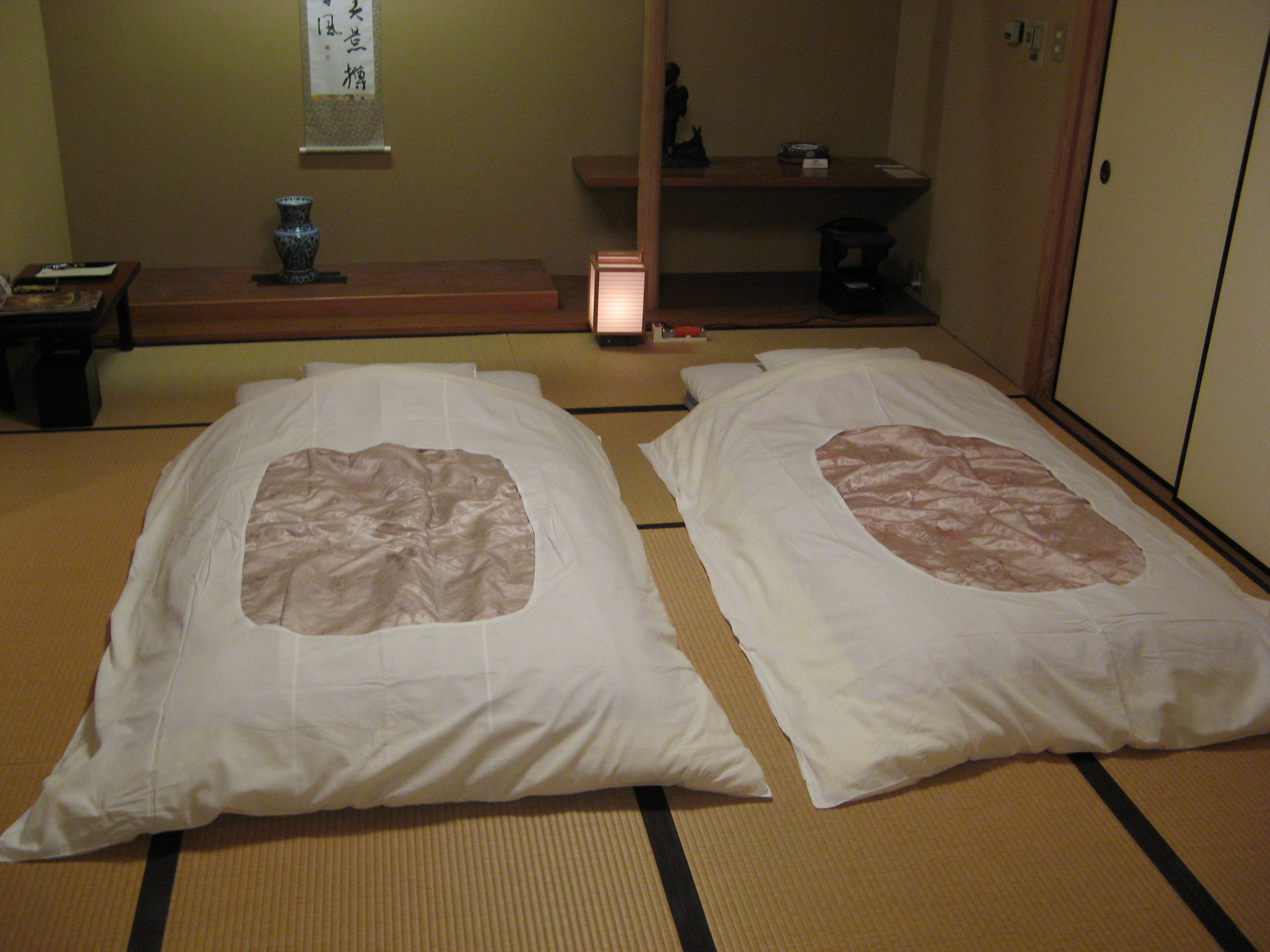
Japán stílusú futonágy nyitott állapotban

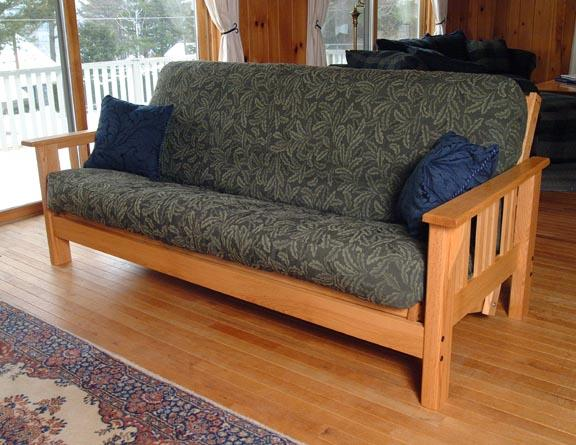
Nyugati típusú futon csukott állapotban

A japán futon egy tömött matrac és paplan valamint további kiegészítők együttese, ami elég könnyen összehajtható. Így nap közben félretehető vagy egy tárolóhelyiségben is tartható, a szoba pedig, ahol használják ezáltal nem csak hálószobának használható. Kinyitott állapotban lapos, lényegében a padlón fekszik, a rugós nyugati matracokkal összehasonlítva viszonylag kemény.
A nyugati futonágy a japán változat mintájára a kinyitható, ágy alakjában lapos, alacsony és kemény matraccal ellátott ágyat jelenti. További különbség még, hogy a nyugati változat összecsukott állapotában fotelként vagy kanapéként szolgálhat, szerkezete pedig fa vagy fém vázra épül.